# Arcturus
Az Arcturus (más nevein: α Boo, α Bootis; magyarul: a Medve Őre) vörös óriás, az Ökörhajcsár csillagkép legfényesebb, az északi égbolt második legfényesebb, összességében pedig a harmadik legfényesebb csillag. A Földhöz viszonylag közel, 36,7 fényévre található. Az Arcturus egy K0 III típusú narancssárga óriáscsillag, magjában valószínűleg már minden hidrogén héliummá alakult, így vörös óriás stádiumban van.

## Leírás

Arcturus méretének összehasonlítása az Antares vörös szuperóriáshoz (balra) és a Naphoz (jobbra, fent) viszonyítva

Mint az égbolt egyik legfényesebb csillaga, az Arcturus már az ókor óta megfigyelés tárgya volt. Mezopotámiában Enlillel, az istenek urával hozták párhuzamba, polinéziai navigátorok pedig Hōkūleʻa-nak, "az öröm csillagának" nevezték. Hawaii szigetén az Arcturus a zenitcsillag, így amikor a hajóikkal a nyílt tengerre merészkedtek, és átszelték az Egyenlítőt, úgy találták meg a szigeteket, hogy az Arcturus pont a fejük felett volt. A visszaút se volt sokkal nehezebb, lévén Tahiti szigete felett a Szíriusz a zenitcsillag. A francia matematikus és csillagász, Jean-Baptiste Morin, 1635-ben elsőként figyelte meg távcsővel, ezzel ez lett az első csillag, amelyet nappal távcsővel figyeltek.
Mínusz 0,04-es magnitúdója miatt az égi egyenlítőtől északra a legfényesebb csillag, az éjszakai égbolton pedig a negyedik legfényesebb. Mivel azonban az Alfa Centauri egy kettőscsillag, így az Arcturus valójában a harmadik legfényesebb önálló csillag. Mindkét földtekén látható, május elején delel az égbolton. Könnyen meg lehet találni és fel lehet ismerni jellegzetes színe miatt, a Spica és a Göncölszekér nyomát követve.
Az Arcturus egy K0 III típusú csillag, 110-szer erősebb a fénye, mint a Napé, de ennek jelentős része az infravörös tartományban marad. Méretét és tömegét nehéz megbecsülni, de a jelek szerint valamikor éppen akkora lehetett, mint a mi Napunk. Ma 6-8,5 milliárd év közé teszik a korát, magjában pedig valószínűleg már a hélium fúziója is beindulhatott oxigénné és szénné. Ez a folyamat addig tart majd, míg a hélium el nem fogy, ekkor a külső rétegei leválnak, planetáris köddé alakulnak, és csak egy fehér törpe marad utána.
A csillag sajátmozgása gyors, jelenleg már majdnem a legközelebbi távolságra van a Naprendszertől, amelyet kb. 4000 év múlva fog elérni. Az Arcturus és 52 másik közeli társa hasonlóan mozognak, amely egy esetleges asszimilálódott törpegalaxist feltételez.